# Leo Laakso
Leo Unto Edvard Laakso, född 21 augusti 1918 i Heinola i landskapet Päijänne-Tavastland i Södra Finlands län, död 4 april 2002 i Helsingfors, var en finländsk backhoppare. Han representerade Lahden Hiihtoseura i Lahtis.

## Karriär
Leo Laakso tävlade på 1940-talet. Han vann samtliga backhoppningstävlingar i Lahtisspelen (Salpausselän Kisat) i åren 1941 - 1946 (spelen arrangerades inte 1942 på grund av Finska fortsättningskriget). 
Skid-VM 1941 ägde rum i Cortina d'Ampezzo i Italien 1941. Världsmästerskapet hade förlagts till Norge 1940, men avbröts på grund av andra världskriget. På ett möte i Pau i Frankrike 1946 beslutade FIS att ogiltigförklara evenemangets VM-status för 1941. Medaljer delades ut, men de brukar inte räknas med i officiell statistik för världsmästerskapen i nordisk skidsport. Laakso tävlade i VM 1941. Han vann en silvermedalj, endast 1,0 poäng efter segrande landsmannen Paavo Vierto och 2,2 poäng före bronsvinnaren Sven Selånger från Sverige.
Under olympiska spelen 1948 i St. Moritz i Schweiz startade Leo Laakso och slutade som nummer 6. Backhopptävlingen blev en triumf för Norge som vann trippel med backhopparna Petter Hugsted före Birger Ruud och Thorleif Schjelderup. Med Asbjørn Ruud som nummer 7, hade Norge alla sina deltagare bland de sju bästa. Finland hade tre backhoppare bland de åtta bästa. Förutom Laakso på sjätteplats blev Matti Pietikäinen nummer fyra och Aatto Pietikäinen nummer åtta. Leo Laakso var 6,4 poäng efter segrande Hugsted och 3,4 poäng från en bronsmedalj.